# 纳特尔斯
纳特尔斯（德語：Naters，瑞士標準德語發音：[ˈnaːtərs]）是瑞士瓦莱州的市镇，面积101.26平方千米，2018年12月31日人口为10,073人。